# Илшванг
Илшванг (њем. Illschwang) општина је у њемачкој савезној држави Баварска. Једно је од 27 општинских средишта округа Амберг-Зулцбах. Према процјени из 2010. у општини је живјело 2.130 становника. Посједује регионалну шифру (AGS) 9371131.

## Географски и демографски подаци
Илшванг се налази у савезној држави Баварска у округу Амберг-Зулцбах. Општина се налази на надморској висини од 488 метара. Површина општине износи 54,2 km². У самом мјесту је, према процјени из 2010. године, живјело 2.130 становника. Просјечна густина становништва износи 39 становника/km².